# Clásica de San Sebastián 2001
La 21º edición de la Clásica de San Sebastián se disputó el 11 de agosto de 2001, por un circuito por Guipúzcoa con inicio y final en San Sebastián, sobre un trazado de 227 kilómetros. La prueba perteneció a la Copa del Mundo
El ganador de la carrera fue el francés Laurent Jalabert (CSC-Tiscali), que se impuso al esprint a sus tres compañeros de fuga. Los italianos Francesco Casagrande (Fassa Bortolo) y Davide Rebellin (Lampre-Daikin) acabaron segundo y tercera respectivamente.

## Clasificación final
| Posición | Ciclista                | Equipo        | Tiempo   |
| -------- | ----------------------- | ------------- | -------- |
| 1        | Laurent Jalabert        | CSC-Tiscali   | 5h17'54" |
| 2        | Francesco Casagrande    | Fassa Bortolo | s.t.     |
| 3        | Davide Rebellin         | Liquigas-Pata | s.t.     |
| 4        | Wladimir Belli          | Fassa Bortolo | s.t.     |
| 5        | Serge Baguet            | Lotto-Adecco  | a 26"    |
| 6        | Stefano Garzelli        | Mapei         | a 34"    |
| 7        | Piotr Wadecki           | Domo          | s.t.     |
| 8        | Andrea Ferrigato        | Alessio       | s.t.     |
| 9        | Erik Dekker             | Rabobank      | s.t.     |
| 10       | Javier Pascual Llorente | Kelme         | s.t.     |